# Campeonato Gaúcho

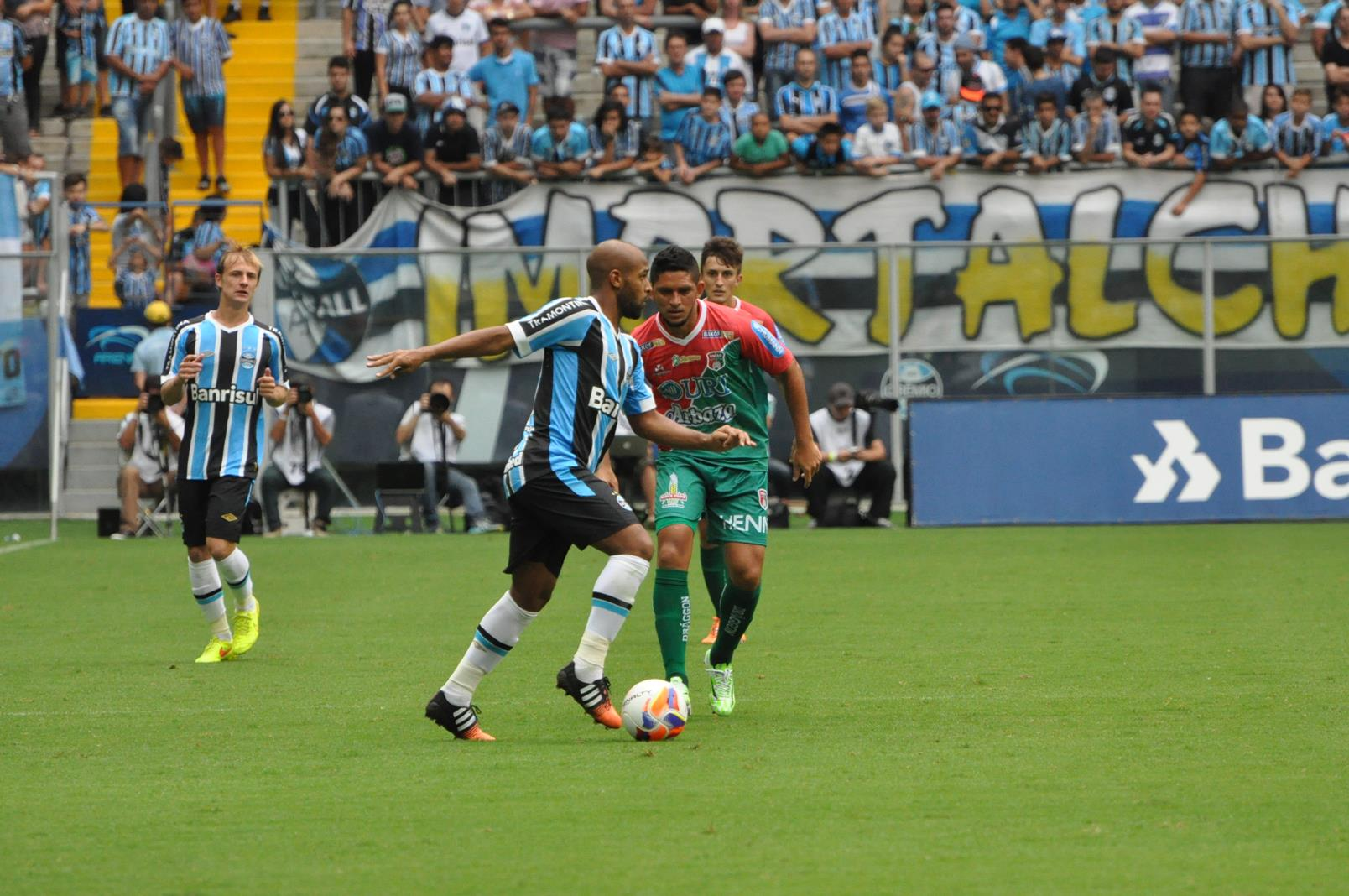
Grêmio vs União Frederiquense en el Campeonato Gaúcho 2015

El Campeonato Gaucho (en portugués: Campeonato Gaúcho) es el campeonato de fútbol estatal del estado brasileño de Río Grande del Sur.

## Participantes en 2025
| Equipo            | Ciudad            | Estadio          | Capacidad |
| ----------------- | ----------------- | ---------------- | --------- |
| Avenida           | Santa Cruz do Sul | Eucaliptos       | 3 600     |
| Brasil de Pelotas | Pelotas           | Bento Freitas    | 10 500    |
| Caxias            | Caxias do Sul     | Centenário       | 22 132    |
| Grêmio            | Porto Alegre      | Arena do Grêmio  | 55 662    |
| Guarany de Bagé   | Bagé              | Estrela D'Alva   | 10 000    |
| Internacional     | Porto Alegre      | Beira Rio        | 50 128    |
| Juventude         | Caxias do Sul     | Alfredo Jaconi   | 19 924    |
| Monsoon           | Porto Alegre      | Estadio do Vale  | 15 000    |
| Pelotas           | Pelotas           | Boca do Lobo     | 15 478    |
| São José          | Porto Alegre      | Passo D'Areia    | 14 000    |
| São Luiz          | Ijuí              | 19 de Outubro    | 5 217     |
| Ypiranga          | Erechim           | Colosso da Lagoa | 22 000    |

## Campeones
| Temporada | Campeón                          | Subcampeón                        |
| --------- | -------------------------------- | --------------------------------- |
| 1919      | Brasil de Pelotas                | Grêmio                            |
| 1920      | Guarany de Bagé                  | Grêmio                            |
| 1921      | Grêmio                           | Riograndense-Santa Maria          |
| 1922      | Grêmio                           | Guarani de Alegrete               |
| 1925      | Bagé                             | Grêmio                            |
| 1926      | Grêmio                           | Guarany de Bagé                   |
| 1927      | Internacional                    | Bagé                              |
| 1928      | Americano-RS                     | Bagé                              |
| 1929      | Cruzeiro-RS                      | Guarany de Bagé                   |
| 1930      | EC Pelotas                       | Grêmio                            |
| 1931      | Grêmio                           | Guaraní de Alegrete               |
| 1932      | Grêmio                           | EC Pelotas                        |
| 1933      | São Paulo-RS                     | Grêmio                            |
| 1934      | Internacional                    | 9.º Reg. Infantaria (Farroupilha) |
| 1935      | 9º Reg. Infantaria (Farroupilha) | Grêmio                            |
| 1936      | Rio Grande                       | Internacional                     |
| 1937      | Grêmio Santanense                | Rio-Grandense                     |
| 1938      | Guarany de Bagé                  | Rio-Grandense                     |
| 1939      | Rio-Grandense                    | Grêmio Santanense                 |
| 1940      | Internacional                    | Bagé                              |
| 1941      | Internacional                    | Riograndense FC                   |
| 1942      | Internacional                    | Floriano                          |
| 1943      | Internacional                    | Guarany Cachoeira do Sul          |
| 1944      | Internacional                    | Bagé                              |
| 1945      | Internacional                    | EC Pelotas                        |
| 1946      | Grêmio                           | Rio-Grandense                     |
| 1947      | Internacional                    | Floriano                          |
| 1948      | Internacional                    | Grêmio Santanense                 |
| 1949      | Grêmio                           | Floriano                          |
| 1950      | Internacional                    | Floriano                          |
| 1951      | Internacional                    | EC Pelotas                        |
| 1952      | Internacional                    | Floriano                          |
| 1953      | Internacional                    | Brasil de Pelotas                 |
| 1954      | Renner                           | Brasil de Pelotas                 |
| 1955      | Internacional                    | Brasil de Pelotas                 |
| 1956      | Grêmio                           | EC Pelotas                        |
| 1957      | Grêmio                           | Bagé                              |
| 1958      | Grêmio                           | Guarany de Bagé                   |
| 1959      | Grêmio                           | Farroupilha                       |
| 1960      | Grêmio                           | EC Pelotas                        |
| 1961      | Internacional                    | Grêmio                            |
| 1962      | Grêmio                           | Internacional                     |
| 1963      | Grêmio                           | Internacional                     |
| 1964      | Grêmio                           | Internacional                     |
| 1965      | Grêmio                           | Juventude                         |
| 1966      | Grêmio                           | Internacional                     |
| 1967      | Grêmio                           | Internacional                     |
| 1968      | Grêmio                           | Internacional                     |
| 1969      | Internacional                    | Grêmio                            |
| 1970      | Internacional                    | Grêmio                            |
| 1971      | Internacional                    | Grêmio                            |
| 1972      | Internacional                    | Grêmio                            |
| 1973      | Internacional                    | Grêmio                            |
| 1974      | Internacional                    | Grêmio                            |
| 1975      | Internacional                    | Grêmio                            |
| 1976      | Internacional                    | Grêmio                            |
| 1977      | Grêmio                           | Internacional                     |
| 1978      | Internacional                    | Grêmio                            |
| 1979      | Grêmio                           | Esportivo Bento Gonçalves         |
| 1980      | Grêmio                           | Internacional                     |
| 1981      | Internacional                    | Grêmio                            |
| 1982      | Internacional                    | Grêmio                            |
| 1983      | Internacional                    | Brasil de Pelotas                 |
| 1984      | Internacional                    | Grêmio                            |
| 1985      | Grêmio                           | Internacional                     |
| 1986      | Grêmio                           | Internacional                     |
| 1987      | Grêmio                           | Internacional                     |
| 1988      | Grêmio                           | Internacional                     |
| 1989      | Grêmio                           | Internacional                     |
| 1990      | Grêmio                           | Caxias do Sul                     |
| 1991      | Internacional                    | Grêmio                            |
| 1992      | Internacional                    | Grêmio                            |
| 1993      | Grêmio                           | Internacional                     |
| 1994      | Internacional                    | Juventude                         |
| 1995      | Grêmio                           | Internacional                     |
| 1996      | Grêmio                           | Juventude                         |
| 1997      | Internacional                    | Grêmio                            |
| 1998      | Juventude                        | Internacional                     |
| 1999      | Grêmio                           | Internacional                     |
| 2000      | Caxias do Sul                    | Grêmio                            |
| 2001      | Grêmio                           | Juventude                         |
| 2002      | Internacional                    | 15 de Novembro                    |
| 2003      | Internacional                    | 15 de Novembro                    |
| 2004      | Internacional                    | Ulbra (Canoas SC)                 |
| 2005      | Internacional                    | 15 de Novembro                    |
| 2006      | Grêmio                           | Internacional                     |
| 2007      | Grêmio                           | Juventude                         |
| 2008      | Internacional                    | Juventude                         |
| 2009      | Internacional                    | Grêmio                            |
| 2010      | Grêmio                           | Internacional                     |
| 2011      | Internacional                    | Grêmio                            |
| 2012      | Internacional                    | Caxias do Sul                     |
| 2013      | Internacional                    | Lajeadense                        |
| 2014      | Internacional                    | Grêmio                            |
| 2015      | Internacional                    | Grêmio                            |
| 2016      | Internacional                    | Juventude                         |
| 2017      | Novo Hamburgo                    | Internacional                     |
| 2018      | Grêmio                           | Brasil de Pelotas                 |
| 2019      | Grêmio                           | Internacional                     |
| 2020      | Grêmio                           | Caxias do Sul                     |
| 2021      | Grêmio                           | Internacional                     |
| 2022      | Grêmio                           | Ypiranga de Erechim               |
| 2023      | Grêmio                           | Caxias do Sul                     |
| 2024      | Grêmio                           | Juventude                         |
| 2025      | Internacional                    | Grêmio                            |

## Títulos por club
| Club                      | Campeón | 2° | Años campeón |
| ------------------------- | ------- | -- | --- |
| Internacional             | 46      | 23 | 1927, 1934, 1940, 1941, 1942, 1943, 1944, 1945, 1947, 1948, 1950, 1951, 1952, 1953, 1955, 1961, 1969, 1970, 1971, 1972, 1973, 1974, 1975, 1976, 1978, 1981, 1982, 1983, 1984, 1991, 1992, 1994, 1997, 2002, 2003, 2004, 2005, 2008, 2009, 2011, 2012, 2013, 2014, 2015, 2016, 2025 |
| Grêmio                    | 43      | 28 | 1921, 1922, 1926, 1931, 1932, 1946, 1949, 1956, 1957, 1958, 1959, 1960, 1962, 1963, 1964, 1965, 1966, 1967, 1968, 1977, 1979, 1980, 1985, 1986, 1987, 1988, 1989, 1990, 1993, 1995, 1996, 1999, 2001, 2006, 2007, 2010, 2018, 2019, 2020, 2021, 2022, 2023, 2024                   |
| Guarany de Bagé           | 2       | 3  | 1920, 1938 |
| Juventude                 | 1       | 8  | 1998 |
| Bagé                      | 1       | 5  | 1925 |
| EC Pelotas                | 1       | 5  | 1930 |
| Novo Hamburgo             | 1       | 5  | 2017 |
| Brasil de Pelotas         | 1       | 5  | 1919 |
| Caxias do Sul             | 1       | 4  | 2000 |
| Rio-Grandense             | 1       | 3  | 1939 |
| Farroupilha               | 1       | 2  | 1935 |
| Grêmio Santanense         | 1       | 2  | 1937 |
| Rio Grande                | 1       | 1  | 1936 |
| Americano-RS              | 1       | -  | 1928 |
| Cruzeiro-RS               | 1       | -  | 1929 |
| Renner                    | 1       | -  | 1954 |
| São Paulo-RS              | 1       | -  | 1933 |
| 15 de Novembro            | -       | 3  | ----- |
| Guaraní de Alegrete       | -       | 2  | ----- |
| Esportivo Bento Gonçalves | -       | 1  | ----- |
| Guarany Cachoeira do Sul  | -       | 1  | ----- |
| Riograndense-Santa Maria  | -       | 1  | ----- |
| Canoas (SC Ulbra)         | -       | 1  | ----- |
| Lajeadense                | -       | 1  | ----- |
| Ypiranga de Erechim       | -       | 1  | ----- |